# جوناثان سميث (لاعب كرة قدم أمريكية أمريكي)
جوناثان سميث (بالإنجليزية: Jonathan Smith)‏ هو لاعب كرة قدم أمريكية أمريكي، ولد في 28 نوفمبر 1981.

## وصلات خارجية
- جوناثان سميث (لاعب كرة قدم أمريكية أمريكي) على موقع مرجع كرة القدم المحترفة.كوم (الإنجليزية)